# Constanza Macras
Constanza Macras (geboren 1975 in Buenos Aires) ist eine argentinische Choreografin und Regisseurin. Sie gründete 2003 die Tanz- und Theaterkompanie Dorky Park und inszenierte international erfolgreiche Stücke. Macras wurde u. a. mit dem Theaterpreis Der Faust ausgezeichnet.

## Künstlerischer Werdegang
Constanza Macras wurde in Buenos Aires geboren und studierte dort Tanz und Modedesign. Sie setzte ihre Tanzausbildung in Amsterdam und New York fort. Im Jahr 2003 gründete sie die Tanz- und Theaterkompanie Constanza Macras DorkyPark, ein interdisziplinäres Ensemble, das verschiedene Kunstformen, wie Tanz, Lyrik, Musik und Film vereint. Daraus entstand eine Zusammenarbeit mit verschiedenen, Institutionen, wie die Schaubühne Berlin, dem Düsseldorfer Schauspielhaus, dem Maxim Gorki Theater oder dem HAU. Seit 2019 ist Dorky Park an der Volksbühne Berlin ansässig. Mit über 30 Produktionen in mehr als 115 Städten war die Kompanie auf  internationalen Festivals vertreten, darunter das Festival d’Avignon, die Wiener Festwochen, das Seoul Performing Arts Festival und das Romaeuropa Festival.
Für ihr Stück Hell on Earth erhielt sie 2008 eine Auszeichnung des Goethe-Instituts, im selben Jahr wurde sie mit dem Theaterpreis Der Faust für die Choreografie des Stücks Megalopolis ausgezeichnet. 2010 wurde sie mit der Arts at MIT William L. Abramowitz Residency am Massachusetts Institute of Technology ausgezeichnet.
Constanza Macras übernahm die Choreografie für die Filme Poor Things (2023) und The Favourite – Intrigen und Irrsinn (2018), beide unter der Regie von Giorgos Lanthimos. The Favourite wurde mit zahlreichen Preisen ausgezeichnet, darunter ein Oscar. Während der Intendanz von René Pollesch brachte Macras regelmäßig neue Werke an der Berliner Volksbühne zur Aufführung. 2024 gab sie mit ihrer Inszenierung der Oper Carmen ihr Debüt am Theater Basel.

## Werke (Auswahl)

### Oper
- 2025: Carmen von Georges Bizet, Theater Basel

### Theater
- 2003: Scratch Neukölln, Hebbel am Ufer Berlin
- 2008: Hell on Earth, Hebbel am Ufer Berlin und Kampnagel Hamburg
- 2010: Magalopolis, Schaubühne am Lehniner Platz, Berlin
- 2021: The Future, Volksbühne am Rosa-Luxemburg-Platz, Berlin
- 2021: Stages Of Crisis, Hebbel am Ufer Berlin
- 2023: Drama, Volksbühne Berlin
- 2024: The Hunger, Volksbühne Berlin

## Filmografie
- 2018: The Favourite
- 2023: Poor Things

## Publikationen
- mit Thomas Ostermeier: Ein Sommernachtstraum. In: Vito Pitno: Stimmen auf der Spur. Zur technischen Realisierung der Stimme in Theater, Hörspiel und Film. transcript, Bielefeld 2012, ISBN 978-3-83761-972-0. S. 121–132.

## Auszeichnungen
- 2008: Goethe-Institut-Preis für Hell on Earth[6]
- 2010: Arts at MIT William L. Abramowitz Residency[7]
- 2010: Deutscher Theaterpreis Der Faust für die Choreografie von Megalopolis[8]
- 2021: Tabori-Preis[9]
- 2024: BZ-Kulturpreis[10]